# Protaphorura valsainensis
Protaphorura valsainensis is een springstaartensoort uit de familie van de Onychiuridae. De wetenschappelijke naam van de soort is voor het eerst geldig gepubliceerd in 1981 door Acon.